# Binsbach (Rißbach)
Der Binsbach ist ein rund 1,3 km langer Wildbach in Tirol.
Er entspringt oberhalb der Binsalm und fließt in weitgehend westwärtiger Richtung, bevor er im Rißtal bei Eng in den Rißbach mündet.